# Schievenfeld-Siedlung

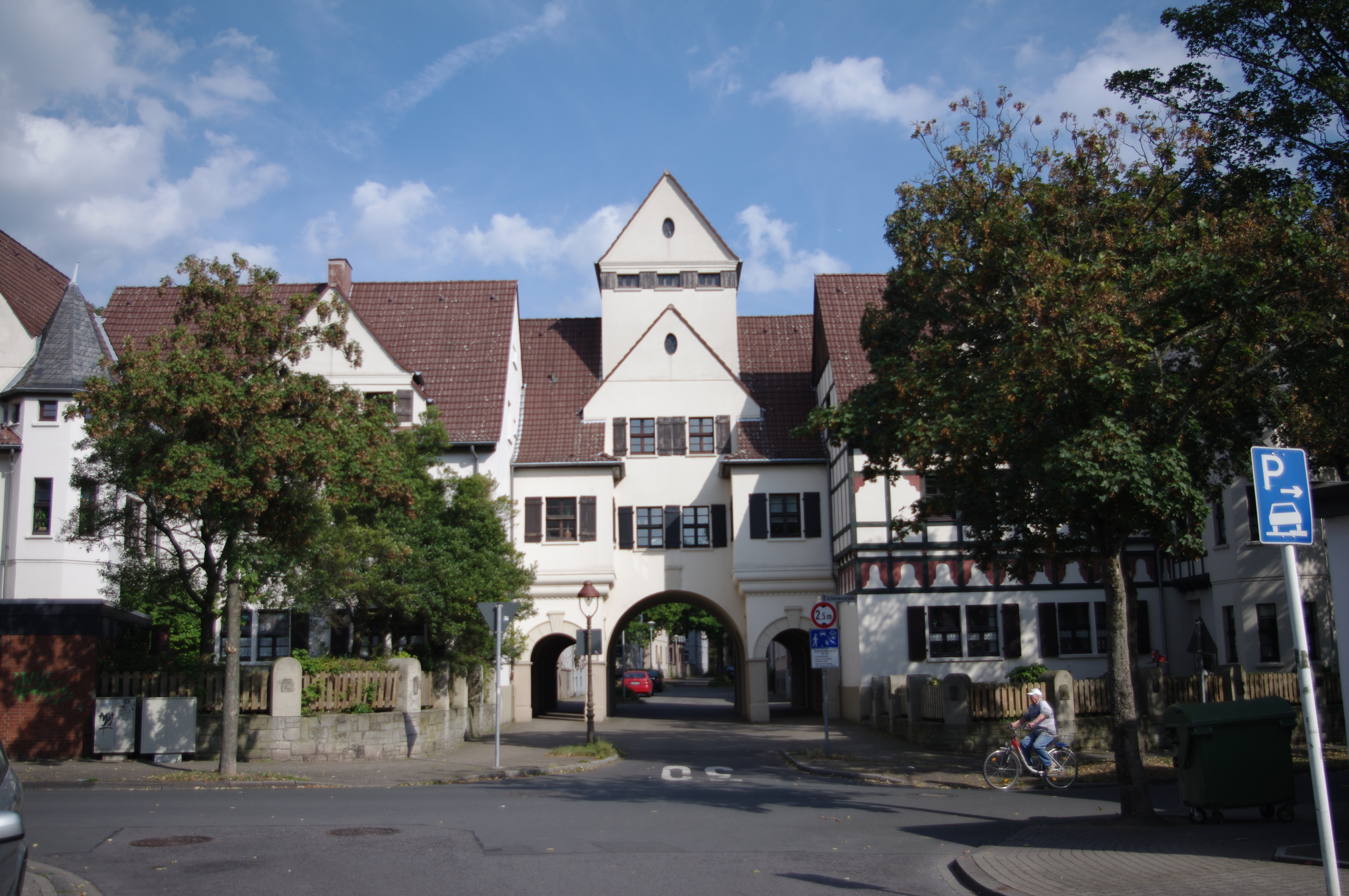
Markanter Torbau der Siedlung

Die Arbeitersiedlung Schievenfeld im Stadtteil Gelsenkirchen-Erle wurde 1912–1914 für die Bergleute der Zeche Graf Bismarck und deren Familien errichtet. Die Schachtanlage 3/5 befand sich in fußläufiger Entfernung weiter südlich, heute hinter der Autobahn A2 im Wohngebiet An der Gräfte.
Vom Zechenbaumeister Ernst Hachmann geplant bestand die Siedlung aus 96 Doppel- bzw. Mehrfamilienhäusern mit Stallanbauten und langen Gärten zur Selbstversorgung. Eine zentrale Allee (heute Alleestraße), mehrere kleine Parkanlagen und eine große Freifläche als Anger bzw. Gartenhof betonten den Charakter der Gartenstadt. Besonderheiten sind das mächtige Torhaus an der Schievenstraße sowie Zierfachwerk an Häusern im Kern der Siedlung. Insgesamt wurden 312 Wohnungen in der Größe von 45 bis 110 m³ errichtet, zumeist 2 ½-geschossig, am Wetterweg aber auch 1- bis 1 ½-geschossig.
Die Siedlung zeichnet sich durch Detailreichtum sowohl in den Straßenräumen als auch in der Dach- und Fassadengestaltung aus. Die Fassaden sind verputzt oder mit Schieferplatten versehen, teilweise zeigen sie Zierfachwerk. Typisch sind die an den meisten Sprossenfenstern angebrachten, braunen Klappläden. Es wechseln sich Sattel- und Walmdächer ab mit vielen unterschiedlichen Giebeln, Dachgauben und Vorsprüngen. An der Ecke Middelicher Straße/Alleestraße findet sich das Relief eines Bienenkorbs.
1978 übernahm die Langenbrahm AG die Siedlung, bis 1986 fanden umfassende, öffentlich geförderte Modernisierung an Dächern und Fassaden statt. 1979 wurde eine Erhaltungs- und Gestaltungssatzung, 1984 eine Baumschutzsatzung erlassen. Ab 1984 wurden die Doppelhäuser am Wetterweg privatisiert, die Geschosswohnungen rund um Schievenstraße, Alleestraße und Steigerstraße sind seit 1987 im Besitz der kommunalen Gelsenkirchener Gemeinnützige Wohnungsgesellschaft (GGW). Sie führte dort von 2015 bis 2021 ein Projektes zur Revitalisierung durch, welches durch das Ministerium für Bauen, Wohnen, Stadtentwicklung und Verkehr des Landes NRW mit 20 Mio. Euro gefördert wurde. Dabei wurden die Häuser energetisch saniert, Balkone vor die Fassaden gesetzt, Grundrisse in den Wohnungen verändert, die Hauseingänge barrierearm gestaltet.
Einzelne Häuser stehen unter Denkmalschutz (Inventar-Nr. 183, Denkmallisten-Nr. A 260). Der privatisierte Teil am Wetterweg ist dagegen stark überformt.